# Masaru Inada
Masaru Inada (jap. 稲田 勝, Inada Masaru; * 2. November 1978 in Hokkaidō) ist ein japanischer Skeletonfahrer.
Inada studierte an der Universität Sendai, betreibt seit 1997 Skeleton und gehört seit 1999 dem japanischen Nationalkader an. Er lebt in Hokkaidō und trainiert in Sapporo. Seine Trainerin ist Courtney Yamada. Im November 1999 debütierte Inada als 22. in Calgary im Skeleton-Weltcup. 2000 nahm er in Igls erstmals an einer Skeleton-Weltmeisterschaft teil und belegte den 22. Platz. 2002 startete er bei den Olympischen Spielen in Salt Lake City und belegte den 18. Platz. Im Dezember 2003 trat er in mehreren Rennen im Rahmen des America’s Cup an und belegte in Park City zwei zweite Plätze, jeweils hinter Zach Lund. Im Januar 2005 erreichte er in St. Moritz als Zehnter erstmals eine Top-Ten-Platzierung. In Turin trat Inada 2006 erneut bei den Olympischen Winterspielen an und wurde 18. Inada war damit einer der wenigen Athleten, der zweimal an den olympischen Skeleton-Wettbewerben teilnehmen konnte. Im Januar 2007 erreichte er als Drittplatzierter in Nagano seine bislang beste Platzierung in einem Weltcuprennen. 2001, 2005 und 2008 wurde er japanischer Vizemeister. In den Jahren 2000, 2004 und 2007 wurde er Dritter.
Bei den Olympischen Winterspielen 2010 in Vancouver war er der Coach der japanischen Skeleton- und Bobsport-Mannschaft von Shinsuke Tayama, Kazuhiro Koshi und Nozomi Komuro – Hitoshi Matsumoto war Trainer.